# Daniel Dumont
Daniel Dumont (* 23. Januar 1969 in Mönchengladbach) ist ein deutscher Entwickler von Computerspielen.
Seit 1996 ist er in der Spielebranche tätig, anfangs bei Ubisoft, von 1998 bis 2009 bei Ascaron. Seit Mitte 2009 Game Designer, Studioleiter und Creative Director der Gaming Minds Studios GmbH in Gütersloh, das zu Kalypso Media gehört. Bei den meisten der von ihm entwickelten Spielen handelt es sich um Historische Wirtschaftssimulationen. Den Auftakt machte Patrizier 2 aus dem Jahr 2000, für das er eine Handelssimulation für ein dynamisches Wirtschaftssystem entwickelte, das auf Simulation von Produktion, Transport, Angebot und Nachfrage in Echtzeit basiert. Diese Art von Wirtschaftssystem fand in vielen seiner späteren Spiele ebenfalls Anwendung.

## Spiele
Dumont erdachte und konzipierte folgende kommerziell veröffentlichte Spiele als Game Designer und Creative Director:
- Patrizier 2 (2000)
- Patrizier 2: Aufschwung der Hanse (Add-on, 2001)
- Port Royale: Gold, Macht und Kanonen (2003)
- Piraten – Herrscher der Karibik (2003)
- Port Royale 2 (2004)
- Darkstar One (2006)
- Patrizier 4 (2010)
- Port Royale 3 (2012)
- Rise of Venice (2013)
- Grand Ages: Medieval (2015)
- Railway Empire (2018)
- Port Royale 4 (2020)
- Railway Empire 2 (2023)

Für das Spiel Sacred 2 (2008) arbeitete er außerdem an der Konsolenumsetzung. Insgesamt listet MobyGames 35 Spiele auf, an denen Dumont mitgewirkt hat.